# Joaquim Silvério dos Reis
Joaquim Silvério dos Reis Montenegro Leiria Grutes (Monte Real, Portugal, 1756 - 17 de fevereiro de 1819) foi um dos colaboracionistas responsáveis por delatar os inconfidentes mineiros. Esposo de Bernardina Quitéria de Oliveira Belo, por sua vez, prima de Francisco Antônio de Oliveira Lopes e tia de Duque de Caxias e do Conde de Tocantins.

## Biografia
Joaquim Silvério dos Reis era Coronel Comandante do Regimento de Cavalaria Auxiliar de Borda do Campo. Silvério dos Reis, além de coronel da cavalaria, era fazendeiro e proprietário de minas de ouro, numa época em que a mineração da região das Gerais era o pólo econômico da capitania.

## Inconfidência Mineira

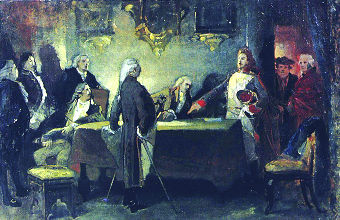
A mais importante das reuniões dos conjurados, de Pedro Américo

Desde 1711, Portugal passou a exigir altas taxas dos mineradores. Anos depois foi criada a Intendência das Minas, uma administração subordinada diretamente a Lisboa. O pagamento do “quinto” foi estabelecido pela Fazenda Real, correspondente a um quinto do total do ouro extraído. Foram criadas as Casas de Fundição, onde o ouro taxado recebia um carimbo, como a única forma de poder circular. Por fim, uma atitude mais drástica para acabar com a fuga das mãos reais de uma grande parte dos tributos, fixou-se uma cota anual mínima para assegurar o quinto: 100 arrobas, 1 500 kg de ouro. Se os tributos não atingissem essa quantia, a população teria que complementar a soma estipulada - era a “derrama”.
No período áureo da mineração, as derramas eram feitas num clima de pavor e violência. A população vivia revoltada, mas com o quase esgotamento das minas e com a situação precária de Vila Rica (atual Ouro Preto), ameaçada de uma derrama violenta, os inconfidentes, entre eles, o tenente-coronel Francisco de Paula Freire de Andrade, os poetas Cláudio Manuel da Costa, Tomás Antônio Gonzaga e Alvarenga Peixoto e Joaquim José da Silva Xavier, o Tiradentes, marcaram um levante para a ocasião da derrama de 1789.

## A delação de Silvério dos Reis
Joaquim Silvério dos Reis, informado do levante, escreveu uma carta de delação, em 11 de abril de 1789, ao governador de Minas Gerais, Visconde de Barbacena, alertando as autoridades coloniais para a existência de um movimento em Vila Rica, que pretendia proclamar a República e libertar o Brasil de Portugal. A derrama foi suspensa e os principais líderes foram presos.
Como prêmio o delator cobrou o preço de seu serviço: uma certa quantidade de ouro, o perdão das dívidas fiscais, a nomeação para o cargo de Tesoureiro das províncias de Minas Gerais, Goiás e Rio de Janeiro, uma mansão para moradia, pensão vitalícia, título de Fidalgo da Casa Real, fardão e hábito da Ordem de Cristo, um encontro em Lisboa com o Príncipe Regente Dom João. Não se sabe se as promessas foram cumpridas.

## Últimos anos e morte
Silvério dos Reis sofreu atentados no Brasil porque sua fama de traidor correu rápida, com o que fugiu para Lisboa, voltando ao Brasil em 1808. Foi para o Maranhão, onde sua mulher tinha raízes e lá faleceu em fevereiro de 1819.

## Representações na cultura
Joaquim Silvério dos Reis já foi retratado como personagem no cinema e na televisão, interpretado por Stênio Garcia na telenovela Dez Vidas (1969), Wilson Grey no filme Os Inconfidentes (1972), Rodolfo Bottino no filme Tiradentes (1999) e Mateus Solano na novela Liberdade, Liberdade (2016).